# وال‌مکس

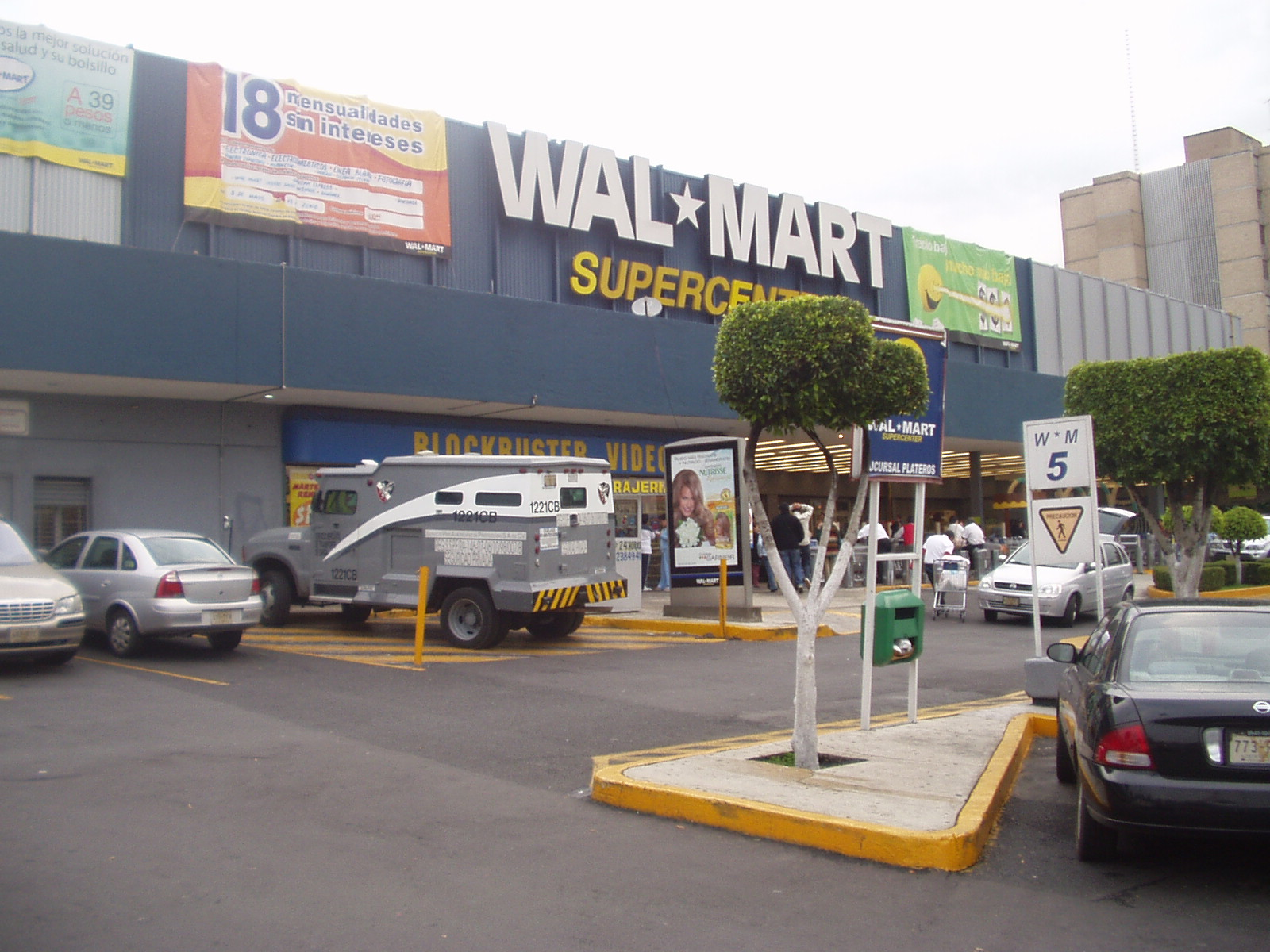
شعبه‌ای از وال‌مکس در مکزیکوسیتی

وال‌مکس (به انگلیسی: Walmex) شرکت خرده‌فروشی مکزیکی است، که از زیرمجموعه‌های شرکت وال‌مارت به‌شمار می‌آید و خدمات خود را در قالب سوپرمارکت‌ها، هایپرمارکت‌ها و رستوران‌ها عرضه می‌کند.
شرکت وال‌مکس در سال ۱۹۵۸ توسط جرونیمو آرانگو و با نام سیفرا تأسیس شد و در سال ۱۹۹۱ قرارداد مشارکتی میان سیفرا و وال‌مارت منعقد شد، که طبق آن، والمارت ۵۰ درصد از سهام سیفرا را خریداری کرد. در ۱۹۹۷ شرکت وال‌مارت موفق به افزایش سهام خود تا ۵۱ درصد گردید، که در سال ۲۰۰۰ این سهام به ۶۰ درصد رسید و در پی کنترل والمارت بر این شرکت، نام آن به وال‌مارت دی‌مکزیک و در نهایت به وال‌مکس تغییر پیدا کرد.
دفتر مرکزی این شرکت در شهر مکزیکو سیتی، مکزیک قرار دارد و بخشی از سهام آن در بازار بورس اوراق بهادار مکزیک معامله می‌شود. تا سال ۲۰۱۱ وال‌مکس دارای ۲٫۰۳۷ شعبه فروشگاه خرده‌فروشی در مکزیک بود و با در اختیار داشتن بیش از ۲۱۹ هزار کارمند، بزرگترین کارفرمای مکزیکی محسوب می‌شود.